# 高橋一永
高橋 一永（たかはし かずなが、1938年（昭和13年）11月26日 - ）は、日本の実業家。
弥栄化学工業元社長。永富実業代表取締役。
正六位・勲五等の高橋一臣（弥栄化学工業元社長）は父。
東京都在籍。

## 略歴
高橋一臣・園子の長男として新潟県に生まれる。
慶應義塾大学卒業後、弥栄化学工業専務を経て、1979年（昭和54年）3月同社社長に就任。

## 家族
- 父・一臣（生年不明）[1]
  - 正六位・勲五等、弥栄化学工業創業者。
- 長男・秀典（1970年（昭和45年）11月6日）[1]
  - 中央大学工学部卒、弥栄化学工業社長[3]。